# Свердлов, Юрий Львович
Юрий Львович Свердлов (1925—2007) — советский и российский учёный, доктор физико-математических наук, профессор.
Специалист в области радиолокационных средств исследования мелкомасштабных неоднородностей в возмущенной полярной ионосфере, автор 120 научных работ, в том числе 2 монографий.

## Биография
Родился 7 мая 1925 года в станице Левокумка Северо-Кавказского края, ныне село в Ставропольском крае.
Участник Великой Отечественной войны, оборонял Советское Заполярье, затем воевал на 1-м Украинском фронте, освобождал Украину, Польшу, Венгрию, Австрию. 
Свою трудовую деятельность начал в 1947 году в Москве в Физическом институте Академии наук СССР (ФИАН, ныне Физический институт имени П. Н. Лебедева РАН) в лаборатории, возглавляемой нобелевским лауреатом, академиком Прохоровым.
В 1953 году окончил Ленинградский технологический институт (ныне Санкт-Петербургский государственный технологический институт) по специальности радиотехника. В 1955 году перешел на работу в Институт радиоэлектроники АН СССР, где занимался разработкой квантовых генераторов (мазеров). В 1959 году окончил аспирантуру и в 1960 году защитил кандидатскую диссертацию по специальности радиофизика. С 1963 года Юрий Свердлов работал в Полярном геофизическом институте. В 1970 году ему присвоили ученое звание старшего научного сотрудника по специальности радиофизика.
В 1995 защитил докторскую диссертацию по специальности геофизика на тему «Радарные исследования анизотропных мелкомасштабных неоднородностей полярной ионосферы». До 2003 года работал в Полярном геофизическом институте Кольского научного центра Российской академии наук (ПГИ КНЦ РАН). Одновременно являлся профессором математики Апатитского филиала Мурманского государственного технического университета.
Умер 13 июня 2007 года в Санкт-Петербурге.
Был награждён орденами Отечественной войны II степени (1985) и «Знак Почета» (1975), а также медалями, среди которых «За отвагу» (1943), «За оборону Советского Заполярья» (1944), «За взятие Будапешта» (1945), «За взятие Вены» (1945), «За победу над Германией в Великой Отечественной войне 1941—1945 гг.» (1945), «За доблестный труд» (1970).